# Церква святого Матвія (Ратай)
Це́рква свято́го Матві́я (чеськ. Kostel svatého Matouše) — римо-католицька церква в Чехії, в місті Ратай-над-Сазавою. Названа на честь апостола Матвія. Збудована у ХIV ст. Перебудована у бароковому стилі в 1657—1691 роках коштом Максиміліана Талмберкського. Пам'ятка культури Чехії (3 травня 1958; № 46251/2-1153).

## Поховання
- Гануш Липський (1415)